# L'Examen de minuit
Ne doit pas être confondu avec L'Examen de minuit (film, 1998).
L'Examen de minuit est un poème de Charles Baudelaire, paru dans l'édition de 1868 du recueil Les Fleurs du mal (il ne figurait pas dans les éditions antérieures). Le poème est numéroté 89 de la section Spleen et Idéal.
Le poème est composé de quatre strophes de huit vers chacune, avec des rimes embrassées (type ABBA).
Le poète s'exprime notamment sur la fuite du temps.
C'est dans ce poème que Baudelaire crée l'expression qui deviendra célèbre : « La Bêtise au front de taureau ».